# Panela
 (octobre 2024).
Si vous disposez d'ouvrages ou d'articles de référence ou si vous connaissez des sites web de qualité traitant du thème abordé ici, merci de compléter l'article en donnant les références utiles à sa vérifiabilité et en les liant à la section « Notes et références ».

La panela, également appelée rapadura, raspadura, rapadou, atado dulce, chancaca, empanizao, papelón, piloncillo, panocha dans les langues basées sur l'espagnol ou le portugais, pain de vesou ou sirop de canne, en français, est un aliment très commun au Brésil, Pérou, Argentine, Mexique, Amérique centrale, Panama, Colombie, Venezuela, Équateur, Bolivie, Haïti et dans les îles Canaries. Son unique ingrédient est le jus de la canne à sucre (ou vesou), qui est cuit à haute température pour donner une sorte de mélasse, ensuite refroidie en pains.
Elle est principalement utilisée pour donner, par dilution, une boisson très populaire (agua de panela ou aguapanela), souvent agrémentée de jus de lime (ou citron vert), plus rarement de jus de lime et d'ananas.
Au Mexique, le piloncillo entre dans la composition du café de olla et du nicuatole.
La panela est également produite dans certains pays asiatiques tels que l'Inde et le Pakistan, où elle est appelée gur ou jaggery.  
Son origine, hispanique, viendrait des îles Canaries ou des Açores.

## Galerie

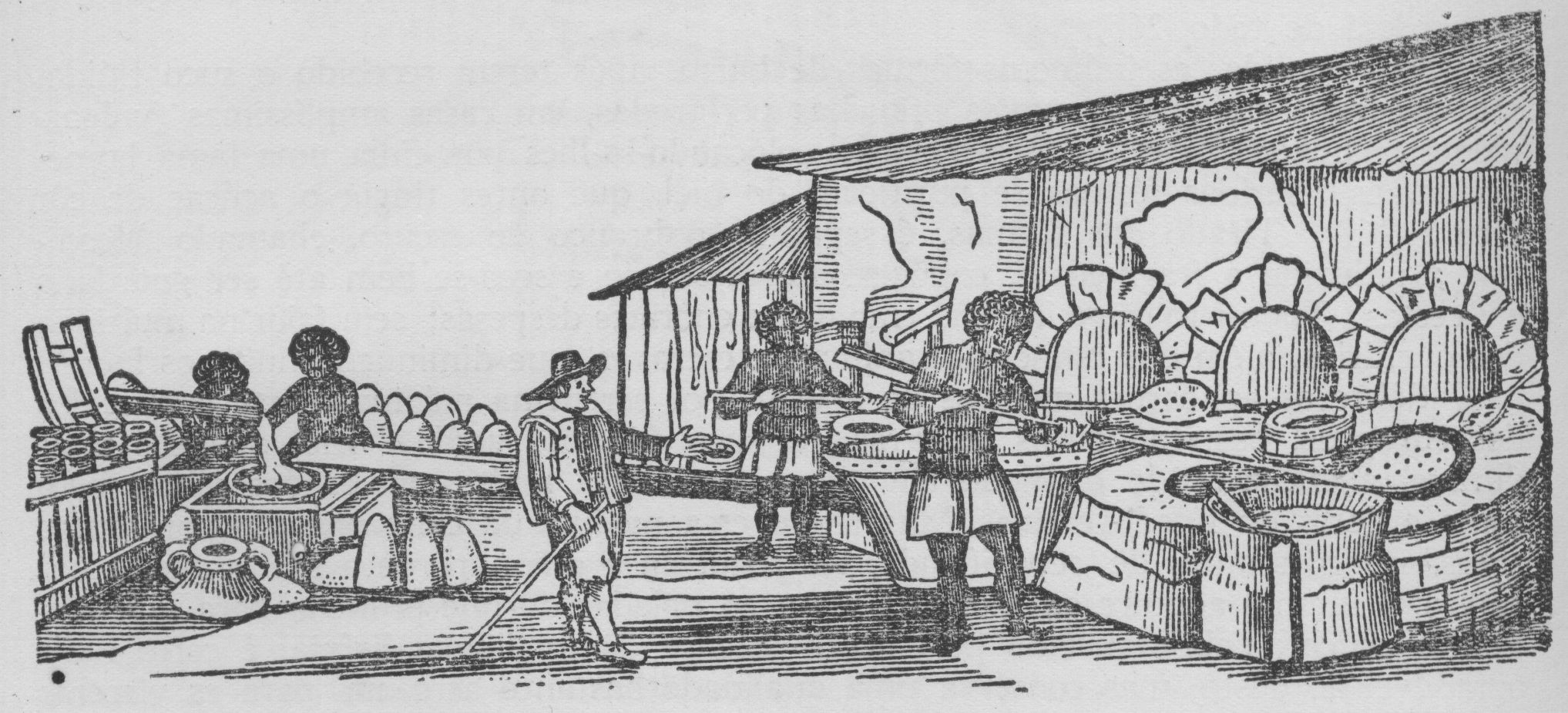
Fabricação do açúcar e rapadura, Brésil, 1648.
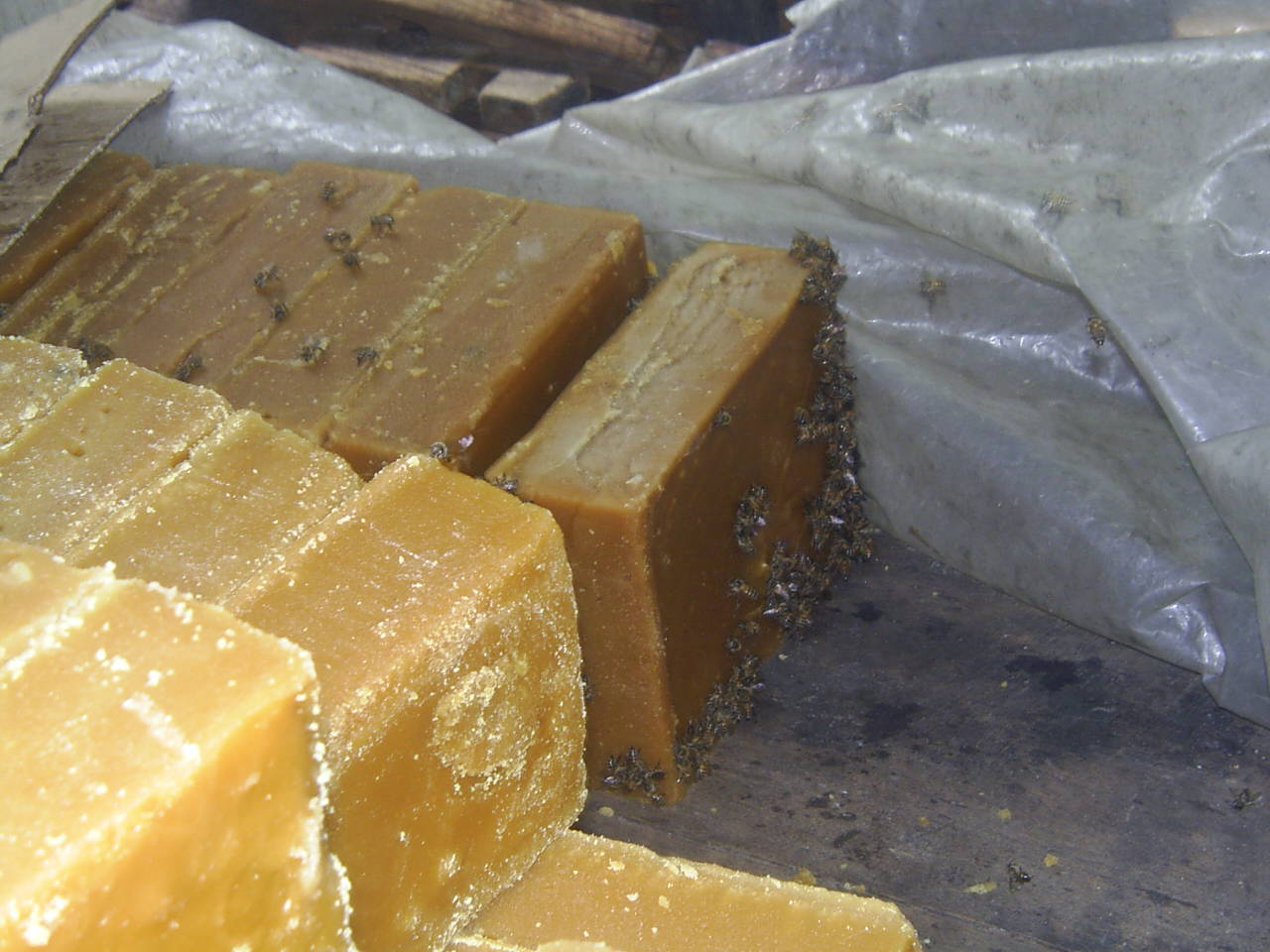
Panelas empilées.
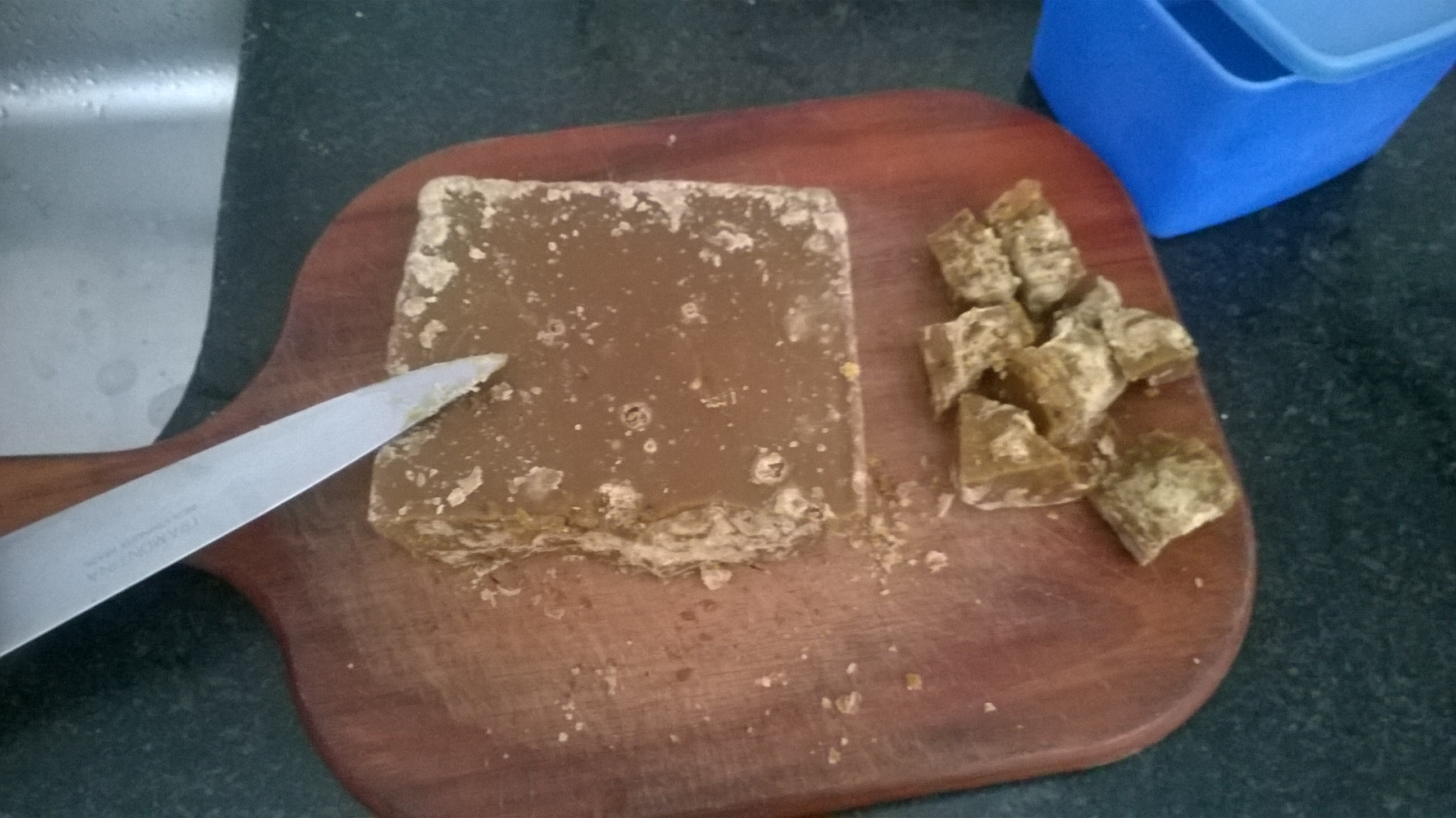
Rapadura du Brésil.
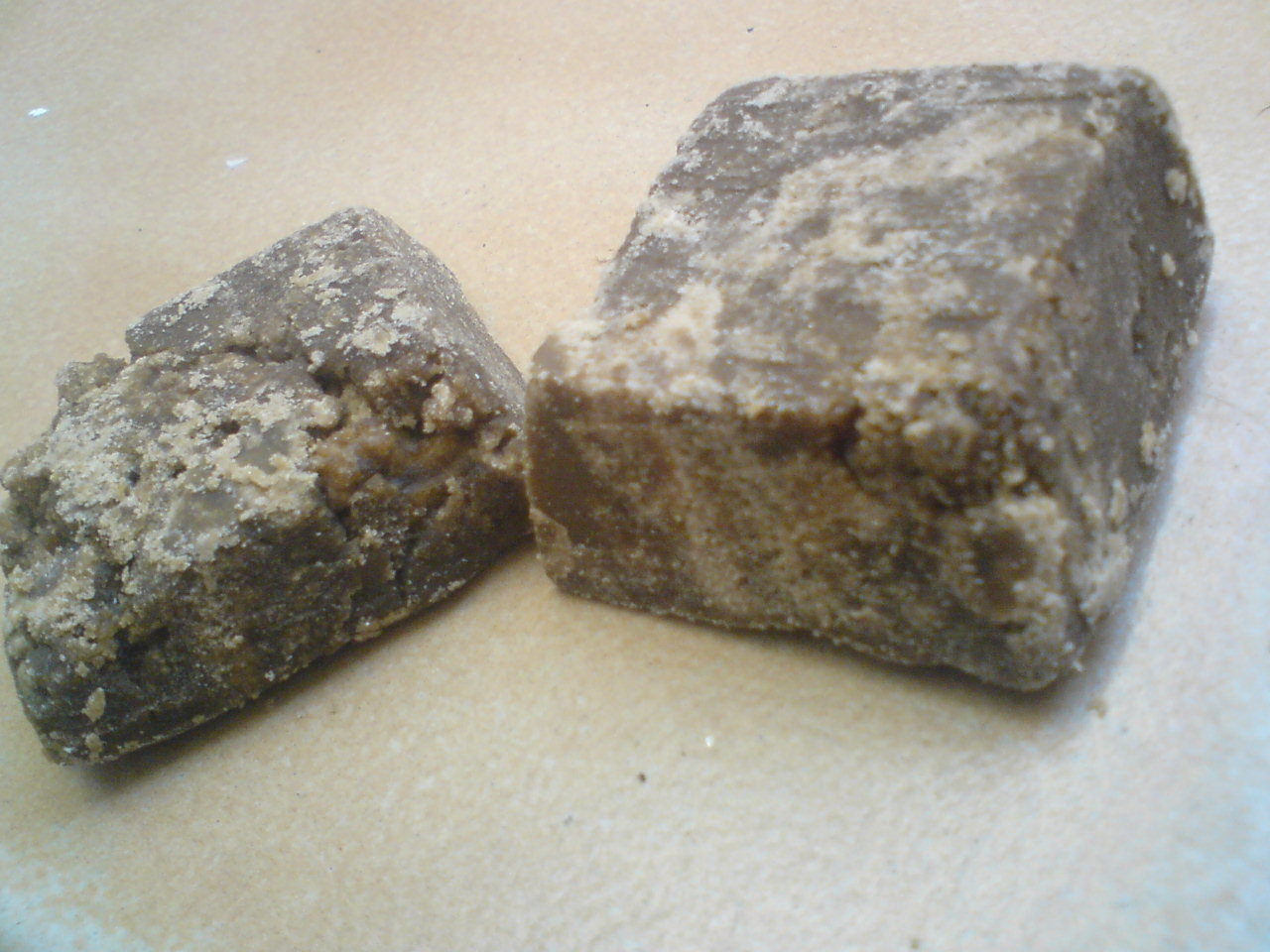
Rapadura du Brésil.
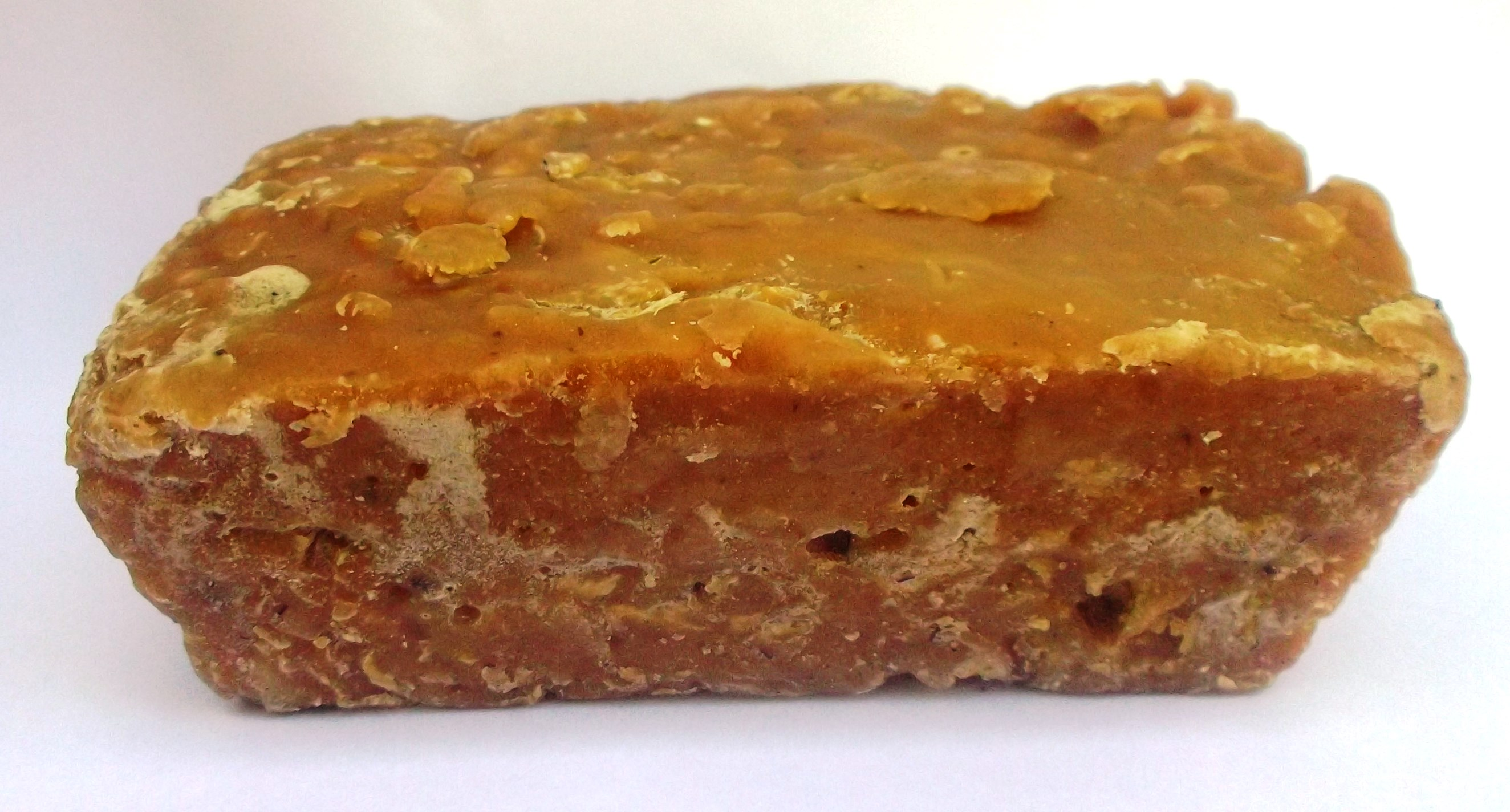
Rapadura artisanal de Boa Hora (Piauí, Brésil).
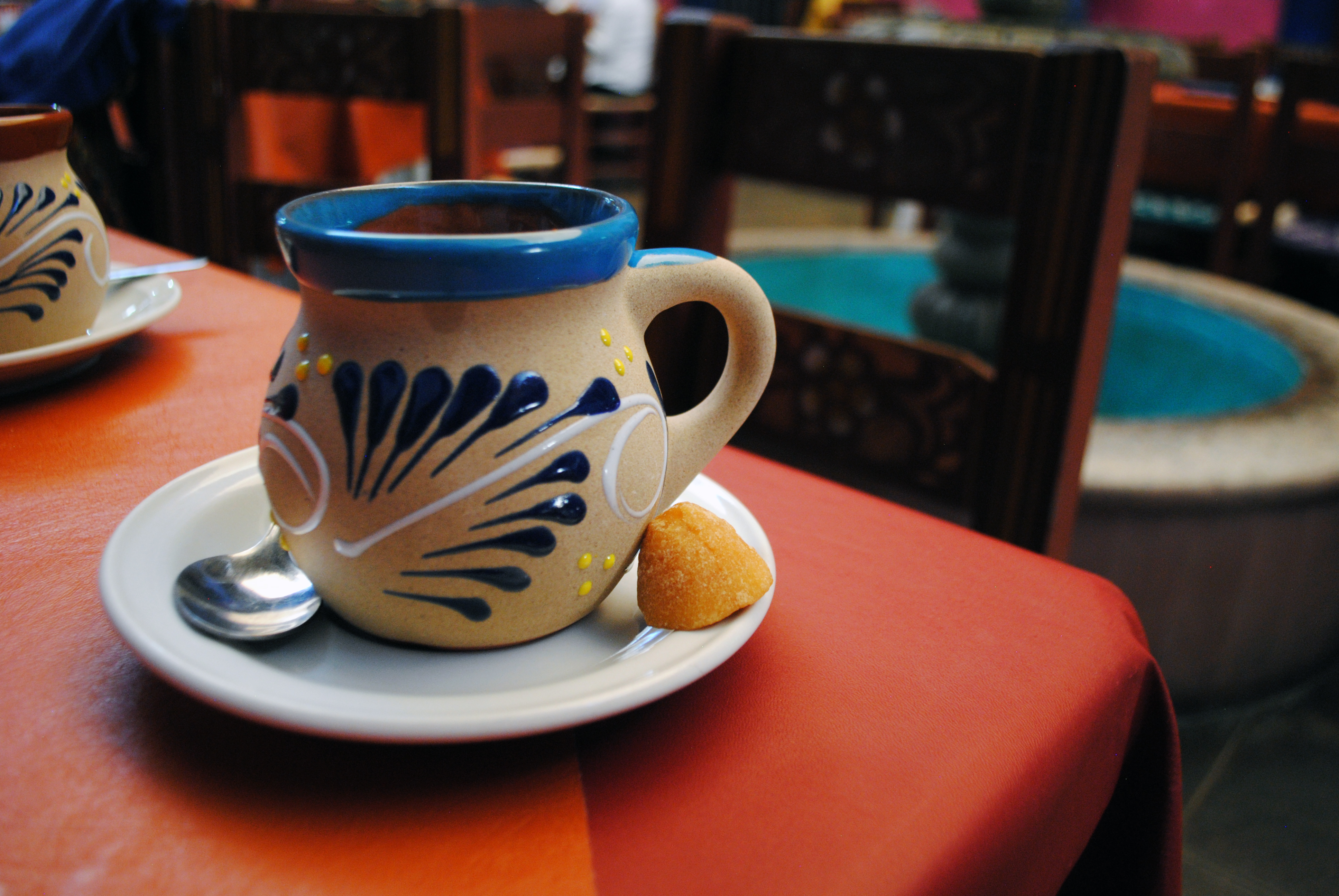
Café de olla servi avec une boule de piloncillo (Mexique).